# Konspirationsteorier om terrorangrebet den 11. september 2001
Siden terrorangrebet den 11. september 2001 er der opstået mange forskellige konspirationsteorier, som søger andre forklaringer end de generelt accepterede beskrivelser af hændelserne. Mange af teorierne tager udgangspunkt i, at den amerikanske regering enten kendte til eller direkte stod bag angrebene. Formålet skulle være skabe en slags afgørende hændelse, som kunne samle den amerikanske befolkning bag en aggressiv udenrigspolitik, i lighed med de politiske virkninger af sænkningen af Lusitania, den tyske rigsdagsbrand eller angrebet på Pearl Harbor. I andre teorier gøres Israel eller en jødisk sammensværgelse ansvarlig i stedet for den amerikanske regering, eller ansvaret henføres til pan-nationale hemmelige organisationer.
I de fremsatte teorier hævdes det blandt andet, at tvillingetårnene WTC styrtede sammen som følge af en kontrolleret nedrivning, at eksplosionen ved Pentagon var resultat af en bilbombe eller et missil, og at der ikke var noget passagerfly, samt at Flight 93 ikke styrtede ned, men blev skudt ned.
Konspirationsteorierne er ofte indbyrdes modstridende og bliver for de flestes vedkommende afvist af den anerkendte forskningsverden. Endvidere har FBI, Storbritanniens regering, amerikanske embedsmænd samt bredt accepterede forskere konkluderet, at de ansvarlige for terrorangrebene ene og alene er Al-Qaida, ligesom Al-Qaida selv ved flere lejligheder har påtaget sig ansvaret.

## Sammensværgelsesteorier: oprindelse og modtagelse
Sammensværgelsesteorier omkring 11/9 afspejler lignende teorier omkring mange andre store begivenheder, som f.eks. Angrebet på Pearl Harbor, attentatet på præsident Kennedy, månelandingerne og diverse teorier omkring UFOer og er blevet efterfulgt af lignende sammensværgelsesteorier om terrorangrebne i Madrid, Beslan og London. Undersøgelser har vist at personer der tror på en konspirationsteori har større sandsynlighed for også at tro på andre. Der findes da også et betydeligt overlap mellem 11/9 konspirationsteorier og en række af andre lignende teorier, med gengangere af hemmelige organisationer og personer.
Der er publiceret tusindvis af bøger om 11/9, der alle prøver at promovere deres egen sammensværgelsesteori. Men det er på Internettet det rigtigt har taget fart. Google returnerer mere end 7.700.000 sider alene på ordene "9/11 conspiracy" ("11/9 sammensværgelse"). Tilsyneladende oplever personerne der deltager i udbredelsen af konspirationsteorierne en vis følelse af gruppesamhørighed. Mange benævner gerne sig selv som: "Sandhedsbevægelsen for 11/9" ("9/11 Truth Movement"). De fleste er blot amatører der deltager i deres fritid. For andre er teorierne en form for underholdning eller tidsfordriv. For nogle er det vokset til en livsform. For mange andre har det udviklet sig til en yderst lukrativ forretning. Noam Chomsky omtaler det som en Kæmpe venstreorienteret konspirationsindustri (hvilket nogle konspirationsteoretikere dog mener kan ignoreres, da han angiveligt selv skulle være en "deep undercover CIA agent"). David Ray Griffins bog "The New Pearl Harbor: Disturbing Questions About the Bush Administration and 9/11" er en international bestseller med mere end 100.000 solgte eksemplarer. Den franske konspirationsteoretiker Thierry Meyssans bog L'Effroyable imposture (Det horrible bedrag) solgte mere end 20.000 eksemplarer på de første to timer og brød siden alle rekorder ved at ligge nummer 1 på de franske bestseller lister seks uger i træk, med i dag mere end 200.000 solgte eksemplarer. Den er efterfølgende blevet oversat til 28 sprog. Og Meyssan rejser kloden rundt og giver højtbetalte foredrag. Andre igen har også fundet metoder til at tjene penge på tragedien, så som kvinden Kaz, der påstår hun var i et tårnene da de blev ramt, at hun døde, kom i himlen, hvor hun mødte Gud og Jesus der instruerede hende om at vende tilbage til jorden for at sprede hans budskab til hele menneskeheden – for kr. 120.000 per gang (se også: Grigorij Grabovoj). Udenforstående kan til tider finde det stærkt provokerende og fornærmende at se de dræbte i terrorangrebne bliver reduceret til ligegyldigt tidsfordriv eller profitable forretninger, ligesom efterladte med tabte familiemedlemmer kan finde det meget sårende at se beskyldninger om at deres forældre, ægtefæller, børn, etc. udstillet som regeringsagenter der har løjet deres død til deres allernærmeste.
En række offentlige såvel som private personer og organisationer har prøvet at imødegå de forskellige konspirationsteorier med deres egne undersøgelser af hændelserne og af konspirationsteoriernes påstande. Ofte reagerer konspirationsteoretikerne på disse forklaringer (kaldet debunking) med at udvide sammensværgelsen til også at omfatte deres kritikere.
Psykologer peger ofte på, at sammensværgelsesteorierne er så forholdsvis udbredte, da de prøver at tale til en grundlæggende utryghed iboende mange mennesker konfronteret en stort, kaotisk og, for mange, skræmmende moderne verden, der ikke i sig selv indeholder nogen umiddelbar mening. Her kan teorierne give en form for fast grund under fødderne, da der her skabes en imaginær og forholdsvis simpel mening med dette kaos. Og hvor der før kun sås skræmmende kaos, gives der gennem teorierne nu en mening hvor kaos og tilfældigheder erstattet af planlægning, formål og styring. Nogle har sammenlignet det med en slags religion.
Den tyske historiker Dieter Groh
har indskrevet fænomenet i et historisk perspektiv. Han siger: "Den historiske sammenhæng før den franske revolution, er en af jøder, kættere og hekse, efterfulgt af jøder, kommunister, kapitalister og hemmelige organisationer efter det revolutionære år 1789.".

## Hovedstrømninger
Der er et væld af forskellige konspirationsteorier, men hvis man prøver at isolere de mest udbredte finder man at de kan opdeles i to hovedkategorier.
- Den første, mere begrænsede udgave, mener at magtfulde kredse indenfor den amerikanske regering kendte til angrebene på forhånd, men intet gjorde for at forhindre dem. Nogle vil hævde, de aktivt prøvede at forhindre andre i at stoppe angrebene. Ofte forkortes denne variant til "LIHOP" ("Let It Happen On Purpose – "Lad det ske med vilje")
- En anden, mere alvorlig udgave, mener at magtfulde kredse indenfor den amerikanske regering selv planlagde og udførte angrebene. Ofte forkortet til "MIHOP" ("Made It Happen On Purpose – "Fik det til at ske med vilje")

I især den arabiske verden og blandt ekstreme højreorienterede kredse er den "amerikanske regering" udskiftet med et jødisk eller zionistisk komplot.
De mainstream og bredt anerkendte forklaringer og resultaterne af officielle undersøgelser omtales gerne som de "officielle konspirationsteorier".
Der peges ofte på et dokument med titlen Rebuilding America's Defenses (Genopbygning af USA's forsvar) fra den amerikanske neokonservative tænketank Project for the New American Century (PNAC), som af konspirationsteoretikere påstås at være en slags manual for en fremtidig Krig mod terror. Specielt denne paragraf fra kapitel V fremhæves ofte:
| „ | Transformationsprocessen, selvom den skulle medføre revolutionære ændringer, vil sandsynligvis blive langstrakt, uden en slags katastrofelignede katalyserende hændelse – så som et nyt Pearl Harbor. | “ |

Hvilket ses som bevis på at neokonservative kredse i den amerikanske administration bevidst søgte en katastrofal hændelse der kunne give opbakning til deres politik (det oprindelige Pearl Harbor angreb ses ofte i samme lys, hvor præsident Roosevelt enten kendte til eller selv stod bag angrebet, for derved at få den amerikanske befolkning til at støtte USA’s involvering i 2. verdenskrig. ).
Motiverne bag er mange og delte. Ofte fremføres at de skulle give en casus belli til invasionen af Afghanistan eller af Irak eller af begge dele. Ofte med det formål at kontrollere olieressourcer. Omend Afghanistan ikke selv har nogle olieforekomster, har der været tale om en rørledningen igennem landet (gasledning dog). Andre påståede motiver spænder fra lukrative kontrakter til det såkaldte militær-industrielle kompleks (ofte personaliseret i form af Halliburton) til undertrykkelse af frihedsrettigheder i USA gennem The Patriot Act og indførelse af det nye ministerium Homeland security (DHS), til afskaffelse af demokratiet og indførelse af diktatur i USA (se også konspirationsteorierne omkring Diebold stemmemaskiner) og en evangelistisk kristen dommedagskult præsident Bush angiveligt skulle tilhøre, til nogle lyssky familieforbindelse mellem Bush familien og Bin Laden familien. Terrorister fra Al-Qaida, udlægger det gerne som et slags kristent korstog (alternativt zionistisk korstog – Al-Qaida planlæggere omtalte WTC tårnene som "Jødetårnene") der har til sinde at undertrykke muslimer og Islam.

## Forhåndsviden
Officiel kendskab til de forstående angreb er en central del af hovedparten og de mest populære konspirationsteorier (med undtagelse af dem der mener det er en jødisk sammensværgelse). Den har sågar fået opbakning af den tidligere britiske labour miljøminister Michael Meacher.  Teorien kræver ikke nødvendigvis at de implicerede selv stod for angrebne, blot at de undertrykte viden derom.
Condoleezza Rice afviser på vegne af den amerikanske administration nogen official forhåndskendskab til angrebene.
Nogle eksempler der ofte fremføres som bevis på forhåndsviden til angrebne:
- Kort efter angrebet udtalte David Schippers, hovedanklager under rigsretssagen mod Bill Clinton, at regeringen var blevet advaret så langt tilbage som i 1995 om fremtidige angreb på regeringsbygninger og at han senere var blevet kontaktet af tre FBI agenter der havde omtalt afsløringen af et muligt terroristangreb planlagt på Manhattan. [24] Ifølge historien skulle det have drejet sig om et nukleart angreb[25]. Forfatteren William Norman Grigg underbyggede Schippers historie i en artikel fra marts 2002 ("Vidste vi hvad der var på vej?"). Ifølge artiklen skulle de tre unavngivne agenter have sagt at: "informationen givet til Schipper var bredt kendt inden for FBI før 11. september"[26]. Der er i konspirationsteorierne ikke redegjort for hvorfor den uspecificerede trussel seks år før gående på et atomart angreb skulle have noget at gøre med angrebet 11/9 2001.

- John Ashcroft, der var den daværende amerikanske justitsminister, var blevet rådet til ikke at flyve med private flyselskaber to måneder før angrebet[27]. Der redegøres i teorierne ikke for hvordan advarslerne kobles sammen med angrebet 11/9 2001. Ej heller hvorfor lige netop Ashcroft skulle advares og ikke nogle af resten af Bush udpegede embedsmænd, der alle fortsatte med at flyve med private flyselskaber[28]. Ej heller hvordan det passer i konspirationsteorien at Ashcroft fortsatte med at flyve med private flyselskaber efter han var blevet advaret[29].

Michael Moore, der mildt sagt ellers ikke kan beskyldes for at være en fan af Ashcroft, havde taget Aschrofts flyvevaner op i en tidlig version af Fahrenheit 9/11, men valgte at skære det væk i en senere version efter deres fact-checking hold fandt at historien ikke holdt vand.
- San Franciscos borgmester Willie Brown meddelte dagen efter angrebet at han måske havde fået en svag advarsel om angrebet, da han i forbindelse med et flyrejse havde kontaktet lufthavnen for at få en update på sikkerhedssituationen og her var blevet informeret af "lufthavns sikkerhedspersonel" om, at "amerikanere skal være forsigtige med deres flyrejser.". Brown var altid opmærksom på flysikkerhed, når han skulle rejse og opfattede ikke selv oplysningerne som besynderlige eller synderligt oprørende og aflyste ikke sine rejser af den grund[31]. Hvorfor lige netop San Franciscos borgmester skulle være vigtig nok til at risikere en mulig afsløring af en stor sammensværgelse forklarer teorierne ikke. Det er stadig ikke helt redegjort for hvor opkaldet stammer fra (om end rygtet og bl.a. holocaustbenægtere David Irving[32] siger Condoleezza Rice – fuldkommen grundløs myte siger Brown). Advarslen kan muligvis hænge sammen med, at et lidet bemærket memo fra det amerikanske udenrigsministerie en uge forinden havde advaret om, at amerikanske militærbaser i Japan og Sydkorea måske kunne blive angrebet af en ekstremistisk gruppe med bånd til Osama bin Ladens al Qaeda organisation[33].

- Et israelsk firma kaldet Odigo havde angiveligt kendskab til angrebet tids nok til at sende en Instant Message til hundredvis af deres medarbejdere i tvillingetårnene om at forlade bygningerne før de blev ramt[34]. Som så mange andre konspirationsteorier, så har også denne et gram af sandhed. To Odigo medarbejdere havde rent faktisk selv fået en advarsel om et angreb to timer før angrebet 11/9.[35] To medarbejdere i et salgskontor i Israel. [36] Og en advarsel der ikke identificerede tvillingetårnene som målet for advarslen. Vagt og diffust formuleret, der kunne vedrøre ethvert mål.[37] Odigo sendte i øvrigt ikke, som konspirationsteorien påstår, en advarsel til sine "hundredvis af medarbejdere" om at forlade WTC. Måske fordi Odigo ikke havde hundredvis af medarbejdere[38]. Måske fordi Odigo ikke havde nogle kontorer i WTC[39]. (En anden udgave med 4.000 jøder der var blevet advaret beskrives nedenfor.)

- Hvis man folder amerikansk dollarsedler efter nogle bestemte snørklede retningsliner, kommer der angiveligt nogle billeder frem der viser tvillingetårnenes nedstyrtning. Dette gælder specielt for 20 dollar sedlen, men også 5, 10, 50 og 100 dollarsedlerne påstås det, kan foldes så de viser angrebet[40]. Foldes 20 dollarsedlen efter andre retningslinjer kan man angiveligt få et billede frem der viser Pentagon i flammer. Og foldes anderledes igen kan man få navnet "OSAMA" til at fremkomme[41].

20 dollarseddel i omløb år 2001 stammer fra et redesign fra 1998, tre år før angrebet i 2001. Det forklares ikke i konspirationsteorien hvorfor eller hvem der skulle designe 20 dollarsedlen efter nogle planer der lå tre år ude i fremtiden.
- Internetdomænet www.wtc2001.com var blevet registreret før 11. september 2001, hvad der ifølge nogle[43] er bevis for officielt kendskab til angrebet. Akronymet "wtc" kan imidlertid stå for en mængde forskellige ting. I denne forbindelse stod det for "World Track Championships" – verdensmesterskabet i banecykling[44][45]

- Katastrofeberedskabet under Federal Emergency Management Agency (FEMA) var ifølge nogle konspirationsteorier blevet kaldt til New York allerede den 10. september, dagen før angrebet. Hvilket skulle bevise de have forhåndskendskab til angrebet. Teorien syntes at stamme fra et CBS interview med Tom Kenney, som var med medlem af Massachusetts Urban Search and Rescue Task Force (MA-TF1)[46], en samling af frivillige som i første omgang var givet opgaven at lede efter overlevne i ruinerne af WTC. I CBS-interviewet forveksler Kenney mandag og tirsdag. "Vi ankom øhh sent mandag nat og gik straks i gang tirsdag morgen"[47], og eftersom september 11. var en tirsdag, måtte mandag være september 10.

FEMA afviser de var kaldt til New York den 10. september. Avisen Boston Herald besluttede at undersøge rygtet nærmere og ringede til Tom Kenney, hvor de snakkede med hans kone der sagde Tom ikke tog til New York den 10. men den 11., at han havde været under "ekstremt stress" da interviewer blev lavet og det i øvrigt var typisk af ham at forveksle dage.
- Præsident Bush var morgenen for terrorangrebene 11/9 på besøg i en skole i Florida (Emma E. Booker grundskole) for at promovere en ny uddannelsesplan. Det har været fremført, at hans adfærd denne dag skulle være en indikation på, at han havde forhåndskendskab om angrebene. På overfladen reagerede hverken Bush eller hans sikkerhedspersonale efter en facon, der afspejlede, at præsidenten måske selv kunne være i fare, selv om han ifølge konspirationsteorien må anses for at være blandt målene i et koordineret terroristangreb. Ifølge konspirationsteorien (og som bl.a. kritiseret i Michael Moores Fahrenheit 9/11) må det, at han blev i klasselokalet, være bevis for at han havde forhåndskendskab til angrebene[51].

Kritikere af konspirationsteorien indvender at det at holde præsidenten i allerede sikrede omgivelser var lige præcis det mest sikre under omstændighederne, og at han ville "projicere styrke og ro" og ikke bidrage til panikken ved at flygte fra rummet over hals og hovedet.

### Finansiel markedsmanipulation
Efterfølgende terrorangrebne cirkulerede der nogle rygter ifølge hvilke der skulle havde været en del finansielle uregelmæssigheder på de internationale aktiemarkeder i tiden op til angrebne. Nogle bemærkelsesværdige store handler bl.a. med luftfartsaktier der efter angrebet, da kursen på disse aktier faldt dramatisk, resulterede i særdeles profitable forretninger, og det angiveligt skulle være bevis for at disse havde haft forhåndskendskab til angrebne.

#### Baggrund
Den 6. september 2001 viste Bloombergs statistiske materiale at der blev handlet put optioner i United Airlines holdingselskab i et antal 100 gange det normale; 2.000 imod 27 den foregående dag.
Den 6. og 7. september håndterede børsen i Chicago 4.744 put optioner (474.000 aktier), mod kun 396 call optioner (39.600 aktier). En 12-1 forskel uden nogen umiddelbar negativ historie til at forklare denne divergens.
Den 10. september blev der igen handlet bemærkelsesværdigt flere put end call optioner, denne gang for American Airlines. 4.516 mod 748, en ratio på 6-1.
United Airlines og American Airlines blev begge ramt af flykaprer den 11/9.
Der har ligeledes også været påstande om usædvanlige handler med Morgan Stanley og Merill Lynch aktier (begge med store kontore i WTC bygningerne) og med mistænkelige handler i Tyskland med Munich Re og Swiss Re (sidstnævnte stod delvis bag forsikringen WTC), og i London, England hvor der tilsyneladende var lavet store satsninger på at flyselskabsaktier ville falde i værdi.

#### Forklaring
Flyselskaberne American Airlines og United Airlines var allerede før angrebet 11/9 i store problemer som følge af den stærkt formindskede forretningsrejseaktivitet efter sammenbruddet på Dot.com-bølgen omkring marts 2000, og den 5. september 2001 havde det indflydelsesrige Reuters skrevet at "en videre forværring" i flyselskabernes økonomi var sandsynlig. Videre redegjorde American Airlines den 7. september for dets underskud for 3. og 4. kvartal ville overstige endda hvad allerede budgetteret med. Den ekstra interesse i at satse på at flyselskaberne ville ramme ind i en finansiel nedtur var heller ikke kun isoleret til de to ramte selskaber, men deltes af hele branchen.
Handlerne i London, blev sporet tilbage til et lille europæisk flyselskab, der blot fulgte en gammel og afprøvet strategi for risikospredning og beskyttelse mod finansiel nedtur. Munich Re og Swiss Re havde været faldende siden starten af september, og ugen før den 11. september, blev deres fremtidige potentiale videre nedgraderet af to aktiehandelsfirmaer.
Kommissionen, som blev nedsat for at undersøge angrebene, siger i sin rapport, at der ganske rigtigt havde været en række på overfladen bemærkelsesværdige handler, og at de alle var rent tilfældige og intet havde med angrebet 11/9 at gøre og ikke burde give anledning til spekulation om insiderhandler af folk med forhåndskendskab til angrebene. Kommissionsrapporten konkluderer:

"Vidt omtalte påstande om insider trading før 11/9 bygger generelt på beretninger om usædvanlige før-11/9 handelsaktivitet med aktier i selskaber hvis aktieværdi styrtdykkede efter angrebne. Rent faktisk blev der gjort nogle usædvanlige handler. Eksempelvis steg volumen af put options – aktiehandler der kun er profitable når aktien falder i pris – i United Airlines holdingselskab den 6. september, og i American Airlines den 10. september – på overfladen særdeles mistænksomme handler. Imidlertid har videre undersøgelser vist at handlerne ingen som helst forbindelse til 11/9. En enkelt USA baseret institutionel baseret investor, uden nogen tænkelig forbindelse til al Qaeda købte 95 procent af alle UAL puts den 6. september, som del af en handelsstrategi der også inkluderede købet af 115.000 aktier i American den 10. september. Ligeledes kan størstedelen af den tilsyneladende mistænksomme handel med American den 10. september spores tilbage til en specifik USA baseret option baseret newsletter, som blev faxet til dets abonnenter søndag den 9. september, og som anbefalede disse handler. SEC og FBI med hjælp fra andre etater og aktieindustrien, har brugt enorme ressourcer på at undersøge dette tema, inklusiv at sikre samarbejde med mange udenlandske regeringer. Disse undersøgelser har konkluderet at det tilsyneladende mistænksomme konsekvent har vist sig uskyldigt."

## Kontrolleret nedrivningsteori
Den måske nok mest udbredte kontrovers bygger på at de to WTC tvillingetårne samt den noget mindre WTC-7 bygning ikke styrtede sammen som resultat af skader pådraget af passagerflyene og de medfølgende eksplosioner og ildebrande, men at bygninger derimod blev nedrevet ved en bevidst og planlagt kontrolleret proces. Den oftest gentagne påstand går på at dette skulle have været iværksat ved hjælp af en lang række strategisk placerede sprængladninger i bygningerne i ugerne eller månederne op til den 11. september. Alternativt foreslås bl.a. rumbaserede energistråler, fokuserede mikrobølger, magnetisk pulsvåben, nukleare sprængladninger eller missiler at have forsaget bygningernes kollaps. Mistroen til de bredt accepterede forklaringer går på en række forskellige punkter:
1. Bygningerne var konstrueret til at kunne modstå kollision med fly.
2. Sammenbruddet i bygningernes stålskelet var i høj grad medvirkende til kollapset. Men stål smelter ved 1.525 grader (celsius), og jetbrændstof frigiver ved afbrænding kun 825 grader.
3. En gennemgang af optagelserne af de sammenstyrtende bygninger siges at afsløre både visuelle og audiologiske beviser på eksplosioner.
4. Optagelser viser at lobbyen i begge WTC bygninger var åbenlyst beskadiget, selv om flyene ramte bygninger mange etager oppe.
5. Seismografiske optagelser.
6. Bygningerne styrtede vertikalt sammen med omkring samme hastighed som tyngdeaccellerationen, og præcist ned i deres egne fodaftryk.
7. Spor af nanotermit er fundet i støvet omkring WTC ruinerne.
8. Omstændigheder omkring sammenstyrtningen af den mindre WTC-7 bygning der ikke selv blev direkte ramt.

Det amerikanske bureau National Institute of Standards and Technology (NIST) gennemførte over en treårig periode en omhyggelig undersøgelse af de faktorer der medvirkede til sammenstyrtningen af WTC. I den forbindelse gennemlæste 200 personer fra bureauet tusindvis af dokumenter, interviewede mere end tusinde personer, gennemså mere end 7.000 videooptagelser og mere end 7.000 fotografier, analyserede stål fra bygninger, lavede modeller, kørte computersimulationer, etc. På baggrund af alt dette konkluderede NIST at de to tårne kollapsede som følge af sammenstødet med de to fly, der påførte bygningsbærende søjler i tårnene så stor skade at de ikke længere kunne holde bygningerne oppe, og at sammenstødet havde medført at ildisolerende materiale blev revet af metalstøttebjælker, hvorved de efterfølgende brande underminerede deres styrke..
Visse konspirationsteorier har reageret på rapporten fra NIST ved at hævde de er en del af konspirationen og således ikke troværdige.

### Bygninger konstrueret til at kunne modstå sammenstød

#### Baggrund og teori
Ifølge et dokument fra Port Authority skulle tårnene være konstrueret til at kunne modstå sammenstød med et enkelt Boeing 707 i landingshastighed. Denne konstruktion skulle blot tage højde for en situation hvor piloter mistede orienteringen under indflyvning til en af New Yorks lufthavne. (Tidligere havde et B-25 propelfly ramt ind i Empire State Building under netop sådanne omstændigheder.) På baggrund af dokumentet som skriver: "...sådan en kollision ville kun resultere i lokal skade, som ikke ville bevirke et kollaps eller afgørende skade på bygningen..." anses det for usandsynligt at de kunne styrte sammen blot ved et sammenstød de var designet til at kunne modstå.

#### Forklaring
De to fly der styrtede ind i tårnene, var af typen Boeing 767. Afhængig af modellen er 767 er omkring 20% større end 707. Flyene ramte tårnene med hhv. 790 km/t (WTC-1) og 950 km/t (WTC-2), 3-4 gange over normal landingshastighed (maks. 290 km/t). Kinetisk energi, som er den energi der overføres ved sammenstød, vokser proportionalt med hastigheden i anden potens, hvilket vil sige at energien i sammenstødet var 9-12 gange større end det bygningerne maksimalt var designet til at kunne modstå. Sammenstødet frigav energi svarende til omkring 400 ton TNT og sammenstyrtningen til omkring 278 megawatttimer – eller 1% af en atombombe)
Leslie E. Robertson som var chefingeniør ved WTC byggeriet, udtalte i
forbindelse med 11. september:
| „ | '"Det blev forestillet at et jetfly havde forvildet sig i tågen, under landing i JFK eller Newark. Efter vores bedste overbevisning, var der lidet kendskab til konsekvenserne fra ild fra sådan et fly, og intet i designet var gjort for at forberede for denne hændelse. Rent faktisk eksisterede der ikke engang et ildbeskyttelsessystem til at kunne modstå sådanne ildebrande. De to bygninger overlevede sammenstødet med Boeing 767 flyene, et sammenstød langt større end det der havde været forestillet i vores design (en langsomtflyvende Boeing 707, forvildet i tågen mens det ledte efter landingsbanen) | “ |

NIST rapporten konkluderer videre at den viden der skulle til for at kunne gennemføre sådanne simulationer, er en nyudvikling der slet ikke var til rådighed i 1960erne da bygningerne blev tegnet, og at der desuden havde været fejl i designet og mangler i de test, der havde været udført for tårnenes styrke.

### Smeltet stål

#### Baggrund og teori
Det var ikke primært sammenstødet med flyene der bevirkede at tårnene styrtede sammen, men derimod den efterfølgende brand der underminerede bygningernes stålskelet evnen til at bære. Men stål smelter ved 1.525 grader (celsius), og jetbrændstof frigiver ved afbrænding kun 825 grader. Dette anses som bevis på at sammenbruddet ikke kunne skyldes brand, men må skyldes sprængninger.

#### Forklaring
NIST bemærker at stålet havde mistet sin ildisolerende kappe ved sammenstødet og stod nøgen overfor ilden og varmen. Bygningseksperter er enige i at det ikke er påkrævet at stålet smelter helt for at skabe de omstændigheder der bevirkede sammenstyrtningen. Kun at stålbjælkerne blev tilstrækkeligt svækket. Stål begynder at miste sin styrke allerede ved 450 grader. Ved 600 grader mister stålet omkring 50% af sin bæreevne og ved 1000 grader har det kun omkring 10% styrke tilbage. Desuden var jetbrændstof langt fra det eneste der brændte i bygningerne, hvor alskens inventar, møbler, papir, eksplosive rengøringsmidler, maling, etc. var med til at vedligeholde brande der ifølge NIST lokalt nåede helt op på over 1000 grader. Derudover blev stålets bæreevne undermineret af de store temperaturforskelle i de enkelte stålbjælker, som kunne nå op på flere hundrede grader. Dette bevirkede at stålet blev bøjet ud af form.

### Videomateriale viser eksplosioner

#### Baggrund og teori
Ved en gennemgang af optagelserne af de sammenstyrtende bygninger ses en række støvskyer der blæser ud af vinduerne hvilket tolkes som bevis på eksplosioner.

#### Forklaring
WTC-tårnene består, som alle skyskrabere, hovedsagligt af luft. I takt med at etagerne kollapsede blev denne luft presset sammen og skudt ud langs siderne. Blandet med støv og pulveriseret beton er det hvad der observeres på videoerne. Konspirationsteorien syntes oprindeligt at stamme fra et interview med New Mexico sprængningsekspert Van Romero, der i Albuquerque Journal blev citeret for at sige at: "Bygningernes sammenfald minder om dem man ser ved kontrollerede implosioner brugt til at nedrive gamle bygninger.". Romero har efterfølgende tilføjet at han var blevet misforstået, og hvad han mente var at det kun lignede eksplosioner og at eksplosioner ikke indgik i de egentlige omstændigheder og krævede at Albuquerque Journal trak deres oprindelige påstande tilbage, hvilket de gjorde ti dage senere (21. september). Nogle konspirationsteoretikere indvender at CIA tvang Romero til at ændre mening.

### Udbredt skade

#### Baggrund og teori
Videooptagelser viser at lobbyen i begge tårne i tiden mellem at tårnene blev ramt af flyene, og til de styrtede sammen, havde lidt udbredt skade. Men flyene ramte tårnene på henholdsvis mellem den 94. og 98. etage (WTC-1) og mellem 78. og 84. etage (WTC-2) (begge tårne havde 110 etager). Denne skade op til 98 etager under kollisionspunktet er ifølge konspirationsteorierne et åbenlyst bevis på at der havde været brugt en form for sprængninger. Derudover var flere af elevatorerne, også under den 78. etage, ude af drift, hvilket udlægges som bevis for at der havde været placeret bomber i elevatorskaktene.

#### Forklaring
NIST-rapporten dokumenterer at vragdele fra flyene skar igennem elevatorskakterne, hvorved der blev skabt tunneller hvorigennem fordampet flybrændstof kunne fordele sig ud i elevatorskakterne hvor de igangsatte eksplosionsagtige brande. Brandene i elevatorskaktene satte flere (ikke alle) elevatorerne ud af drift, i nogle tilfælde med det resultat at de simpelthen styrtede til jorden hvor de eksploderede og skabte yderligere skade i lobbyen og i kælderen. Dette bekræftes af flere øjenvidner, bl.a. de to franskmænd Jules og Gedeon Naudet der tilfældigvis var til stede og lavede dokumentaren 9/11 (vist på DR), som beretter at de selv så elevatorer eksplodere i lobbyen og så brændende mennesker flygte derfra, om end de fandt det for grufuldt til at filme. Lignende skete i øvrigt da B-25 flyet ramte Empire State Building i 1945.

### Seismografiske optagelser

#### Baggrund og teori
Angrebet den 11/9 i New York blev registreret af seismografer ved Columbia University Lamont-Doherty Earth Observatory (LDEO) i Palisades, New York 33 kilometer nord for WTC.
Men angiveligt skulle de seismografiske optagelser registrere store udsving før det tidspunkt som 9-11 kommissionen angav som kollisionstidspunktet. Ifølge teorierne er der tale om en forskel på hhv. 14 sekunder (Flight 11) og 17 sekunder (Flight 175). De seismologiske data giver hhv. tidspunktet 8:46:26 og 9:02:54 – hvor kommissionsrapporten giver tidspunkterne 8:46:40 og 9:03:11 (UTC-4). Eftersom udslagene ifølge konspirationsteorien altså kom før kollisionen med flyene, konkluderer konspirationsteoretikerne at de må stamme fra kontrollerede eksplosioner der efter teorien er den egentlige årsag til tårnenes kollaps.

#### Forklaring

##### Manglende udslag
Der er kun et udslag per tårn, men hvis de seismografiske udslag skulle registrere bomber, så mangler udslagene fra flyenes kollision med tårnene. Disse var ifølge beregninger og øjenvidner så store at de burde have udløst store seismografiske udsving.

##### Præcis tidsangivelse
Konspirationsteorien hænger op på en forholdsvis snæver og præcis tidsangivelse, både for hvornår flyene ramte ind i tårnene og for de seismografiske apparater. Imidlertid er den præcise tidsbestemmelse for hvornår flyene ramte ind i tårnene ikke så sikker som der lægges op til i konspirationsteorierne. Afhængig af hvilken metode der anvendes varierer det med op til 10-20 sekunder.
Ifølge flyveloggen (som er den konspirationsteorien tager som sand) kolliderede Flight 11 ca. kl. 8:46:40
 og Flight 175 ca. kl. 9:02:40. Der angives dog ganske tydeligt at der er tale om cirka tal.
Et noget mere præcist tidspunkt kan opnås hvis man analyserer de forskellige nyhedsoptagelser, hvori der ofte er gemt et tidsstempel (kaldet "bugs") – dette er opdateret gennem GPS satellitter eller et signal fra et offentligt atomur hvorfor det må antages at være meget præcist. Baseret på fire forskellige sådanne optagelser kommer NIST frem til at Flight 175 kolliderede med WTC kl. 9:02:59 (+/- 1 sekund). Det første sammenstød er mere problematisk at tidsansætte efter denne metode, da der er færre optagelser, men tidsangivelsen er stadig nogle sekunder efter de seismologiske måleinstrumenters angivelse. Disse er imidlertid blevet genanalyseret af Columbia University, og tidspunktet på begge udslag rykket 3 sekunder frem til hhv. 8:46:29 og 9:02:57 – dog stadig med noget usikkerhed. Der er nu tre sekunders forskel på de to tal, begge behæftet med et par sekunders usikkerhed. Tidsangivelsen på de seismologiske optagelser og den på fremfundet af NIST kan antages at være inden for den samme usikkerhedsmargin.

##### Citatudvægelse taget ud af sammenhæng
LDEOs seismologiske optagelse for begivenhederne er samlet i en rapport der indeholder en række grafer, men konspirationsteoretikerne vælger kun at beskæftige sig med en af dem. Denne ene viser optagelser over en halv time og de to udslag hvor bygningerne styrter til jorden, er presset sammen til et par pludselige skarpe udslag, selvom de i virkeligheden repræsenterer en varighed på 8-10 sekunder, hvor sammenstyrtningen bygges langsomt op mens bygningerne falder til jorden.
Forskerholdet bag de seismografiske optagelser siger om konspirationsteorien at: "Denne repræsentation af vores arbejde er forkert og taget ud af sammenhæng".

### Nedstyrtningshastighed og fodaftryk

#### Baggrund og teori
6) Bygningerne styrtede vertikalt sammen med omkring samme hastighed som tyngdeaccellerationen.
7) Bygningerne styrtede sammen præcist i sit eget fodaftryk.

#### Forklaring
Højhuse vælter ikke over som når man fælder et træ eller vælter en skorsten. Eftersom højhuse hovedsagligt består af luft (volumen >70% luft, <30% bygningsmateriale), har de ikke den vertikale sammenhængskraft og styrke der gør at de kan vælte sidelæns uden at bryde i stykker. WTC tårnene faldt sammen ned mod deres fodaftryk fordi det er det eneste de fysisk kunne gøre. Men derudover er det faktuelt forkert når det siges at bygningerne faldt sammen præcis i deres eget fodaftryk som et veludført nedrivningsarbejde. En planlagt nedrivning vil typiske starte fra bygningernes fundament. Bygningerne vil derefter kollapse fra bunden og falde sammen ind mod midten og ned mod fodaftrykket, således de gør minimal skade på det omkringliggende område. Modsat dette kollapsede WTC tårnene fra toppen (hvor flyene kolliderede med tårnene), og ligeledes faldt det ikke ind mod sin egen midte som i en kontrolleret nedrivning, men materialet blev presset ud. Denne forskel gjorde at nedfaldet blev spredt over et meget større område end fodaftrykket og rent faktisk udløste omfattende ødelæggelser på de omkringliggende bygninger, hvoraf mange blev fuldstændig ødelagt, og andre stærkt beskadiget. Mest dramatisk blev kontorbygningen WTC-7 så medtaget at den selv styrtede til jorden 12 timer senere. I alt landede omkring 95% af alt nedstyrtet bygningsmateriale uden for fodaftrykket. Bygningerne faldt heller ikke sammen efter helt det samme mønster. Da WTC-2 blev ramt en del højere end WTC-1 (hhv. 94.-98. etage og 78.-84. etage), kollapsede WTC-2 også mere ujævnt og over et større område end WTC-1. Hvilket kunne genses på de omkringliggende bygninger (WTC-7, American Express Building).

## Afghansk Olierørledning
| „ | Osama bin Laden var blot et påskud for at udskifte Taliban med en relativ stabil regering, der ville tillade Union Oil of America at lægge deres rørledning og give profit til, iblandt andre, Cheney-Bush juntaen. | “ |
|   | — Citat: Gore Vidal, Dreaming War: Blood for Oil and the Cheney-Bush Junta, 2002 |   |

### Baggrund
Et international konsortium Central Asia Gas Pipeline, Ltd. (CentGas) bestående af deltager fra Saudi Arabien, Rusland, Turkmenistan, Japan, Sydkorea, Pakistan og Amerika (Unocal Corporation) havde i 1990erne haft planer om en olie- og gasrørledning fra Turkmenistan gennem Afghanistan til det voksende marked i Pakistan og måske videre til Indien. Den afghanske borgerkrig i starten og midten af 90erne umuliggjorde disse planer, men med Talibans erobring af den nordlige by Mazar-i-Sharif i juni 1998 var hele den planlagte ledningsrute under talibansk kontrol, og konsortiet påbegyndte forhandlinger med talibanerne. Men umiddelbart efter (juli 1998) angreb terrorister fra Al-Qaida USA’s ambassader i Nairobi, Kenya og Dar es-Salaam, Tanzania, hvorefter præsident Bill Clinton svarede igen med med at sende krydsermissiler mod Al-Qaidas baser i Afghanistan. Kort tid efter redegjorde Unocal for at de ikke ville deltage i CentGas førend Afghanistan var blevet fredeligt og med en internationalt FN anerkendt regering (Taliban var kun anerkendt af Pakistan).

### Sammensværgelsesteori
I forlængelse af disse omstændigheder påstår visse sammensværgelsesteoriester, bl.a. den amerikanske forfatter Gore Vidal, at den amerikanske regering selv udførte terrorangrebene den 11/9, for derved at skabe en samlende begivenhed i tråd med Angrebet på Pearl Harbor der kunne opildne det amerikanske folk bag et angreb på Afghanistan og derved opnå Talibans fald og omstændigheder hvor en olieledning igen blev mulig, antagelig med det for øje at skabe profit for Unocal. Det er bemærkelsesværdigt at der før angrebet eksisterede en anden og diametralt modsat konspirationsteori, der gik på at den amerikanske regering støttede Taliban for at få en olieledning igennem.

### Forklaring
Imidlertid var den amerikanske involvering i CentGas aldrig mere end marginal (som en af en række partnere), og videre vil et nærmere kik på rækkefølgen af hændelserne omkring CentGas afsløre at Unocal allerede have trukket sig i starten af maj 1998 – altså flere måneder før angrebne på de amerikanske ambassader umuliggjorde en videre udvikling i Afghanistan. Endvidere havde Unocal og den amerikanske regering allerede i november 1999, og altså flere år før 11/9 2001, lagt sig bag og investeret i den konkurrerende rute fra Aserbajdsjan over Georgien til Tyrkiet (Baku-Tbilisi-Ceyhan-olierørledningen BTC – åbnet maj 2006), hvorfor det ville give lidet mening at investere i en anden og umådelig dyr linjeføring også. Endeligt har det være fremført at der allerede er åbnet en olieledning gennem Afghanistan (den såkaldte Caspian Sea pipeline) og som skulle være under beskyttelse af Amerikanske soldater, og at det skulle være bevis for invasionens egentlige formål. Dette er dog direkte forkert, eftersom det entydigt kan fastslås at der ikke er nogen olieledning gennem Afghanistan. Den nye afghanske regering har prøvet at genoplive planerne om en rørføring gennem Afghanistan, om end det er meget usikkert om en egentlig realisering af disse planer bliver til noget indenfor en overskuelige fremtid.

#### Hamid Karzai har arbejdet for Unocal
Som et forsøg på at insinuere en lyssky Unocal forbindelse til regimeskiftet i Afghanistan, påstås det ofte at den demokratiske valgte afghanske præsident Hamid Karzai en overgang skulle have fungeret som konsulent til Unocal. Også gentaget af Michael Moore i hans 2004 film Fahrenheit 9/11. Misforståelsen stammer tilsyneladende fra en artikel i den franske avis Le Monde fra 6. december 2001 ([...] efter Kabul og Indien hvor han havde studeret jura, færdiggjorde han hans træning i USA, hvor han et kort øjeblik var konsulent for det amerikanske firma Unocal, mens det undersøgte mulighederne for en rørledning I Afghanistan – original fransk: Après Kaboul et l'Inde ou il a étudié le droit, il a parfait sa formation aux Etats-Unis ou il fut un moment consultant de l'enterprise pétrolière américaine Unocal , quand celle-ci étudiant la construction d'un oléduc en Afghanistan.). Imidlertid skriver Le Monde ikke hvorfra de har deres oplysninger, som syntes at være særdeles tvivlsomme. Ikke mindst tage i betragtning at Karzai ikke tog til USA efter Indien og at Unocal ikke arbejdede med en afghansk rørledning i mindst 15 år efter Karzais tid i Indien. Da Sovjetunionen i 1979 invaderede Afghanistan, var Karzai i Indien. Efter invasionen valgte han at tilslutte sig til oprørene der kæmpede mod den sovjetiske besættelse. Både Karzai og Unocal har benægte at han skulle have arbejdet som konsulent for Unocal.
| „ | Nej. Nej ikke ham. Han var aldrig en konsulent, aldrig en ansat. Vi har tilbundsgående ledt gennem alle vores arkiver for at prøve at finde hvor i alverden denne historie skulle stamme fra. | “ |

## Jødisk sammensværgelse
| „ | Hvad FBI og jødemedierne ikke vil have du skal vide om 9-11. | “ |
|   | — Aryan Eagle                                                |   |

En variant af teorierne mener at angrebet blev planlagt og udført af en jødisk eller israelsk sammensværgelse. Det specielle ved denne teori er at den har formået at forene vestlige venstreorienterede og ekstremt højreorienterede neonazistiske grupper og en arabisk tradition for jødisk centreret sammensværgelsesteorier. Teorien har også været viderebragt af Danmarks Radios P1 i en udsendelsesrække i 2006 omhandlende angrebet 11/9. Lignede teorier om jødisk skyld har været fremført ved terrorangrebet i Beslan 2004 og London 2005.
Den amerikanske antiracistiske organisation Anti-Defamation League (ADL) anser teorierne som en modernisering af ældre antisemitiske traditioner, som eksemplificeret i Zions Vises Protokoller og har udtalt at antisemitiske sammensværgelsesteorier, som er vidt udbredte i Mellemøsten, men der i USA ellers ikke hidtil har haft meget tilslutning uden for ekstremistiske kredse, derved har opnået et betydeligt bredere publikum. ADL har sammensat et engelsksproget dokument der identificerer og giver svar på de forskellige antisemitiske 9/11 relaterede påstande: 
Al-Qaeda lederen Ayman al-Zawahiri har indigneret benægtet disse konspirationsteorier og beskyldt shia-muslimer, Hezbollah og Iran for at stå bag dem: "målsætningen bag denne løgn er at benægte, at sunnierne har helte, der skader Amerika, som ingen har skadet det i hele sin historie" og videre at Irans formål med at sprede sådanne konspirationsteorier er at dække for dets del i invasionerne af Irak og Afghanistan.

### 4.000 jøder mangler
Sammensværgelsesteori giver sig bl.a. udtryk i den ofte gentagne påstand om at de op mod 4.000 jøder der arbejdede i tårnene var blevet varskoet om angrebene og de derfor var blevet hjemme den dag. Dette passer ikke. En estimeret 400-500 jøder døde i angrebene. Og yderligere 5 israelere. Rygtet er tilsyneladende opstået som reaktion på en artikel i Jerusalem Post fra den 12. september 2001 med titlen "Hundredvis af israelere savnet efter WTC angreb" (original: "Hundreds of Israelis missing in WTC attack") hvori der stod at det israelske udenrigsministerium havde fået rapport om omkring 4.000 israelske statsborgere der mentes at have været i eller omkring WTC under angrebet. Dette blev af ukendte konspirationsteoretikere manipuleret derhen at israelerne manglede i den forstand de ikke var taget på arbejde. I virkeligheden var omkring 10-15% af de der døde i WTC jøder, hvilket ligger en smule over gennemsnittet for hele New York, hvor 9% er jøder. De nye informationer har fået visse tilhængere af sammensværgelsesteorierne til at vende 180º og hævde at jøderne bevidst ikke var blevet informeret om angrebene for at "mudre vandet” og "forvrænge helhedsbilledet".

### Mossad
En anden konspirationsteori går på at det israelske efterretningsvæsen Mossad var involveret i og delvis eller fuldstændig ansvarlig. Motiverne er mange, men en ofte gentaget er at Israel derved angiveligt kunne snyde USA til at involverer sig i en krig mod Israels fjende Irak. Gerne formuleret i neonazistiske kredse som en plan der skulle få "hvide mennesker til at dø for zionisterne" eller i venstreorienterede demonstrationer ved kollager af tvillingetårnene og en davidstjerne – det sidste ses også ofte i arabiske medier. Holocaustbenægteren David Duke har udtalt at Mossad sandsynligvis kendte alt til angrebne lang tid før. Amin Hweidi, forhenværende chef for det egyptiske hemmelige politi, har i avisen Syrian Times udtalt at "han ikke kunne udelukke en israelsk rolle i angrebne [...] eftersom Israel er den eneste der havde fordel af hvad der skete". Den egyptiske journalist for avisen El-Osboa (ugen), Sanaa Al Said har i en samtale med Nihad Awad, lederen af den amerikanske islamiske organisation CAIR udtalt sig i lignende vendinger: "Min overbevisning er at personen der drager fordel står bag angrebne, og den største fordelshaver af september 11, er utvivlsomt Israel". Den saudiske prins Nayef Ibn Abd Al-Aziz udtalte til en kuwaitisk avis at:
| „ | "Jeg tror de [jøderne] står bag disse hændelser" | “ |

En variant af teorien mener at Mossad ikke selv stod bag men blot brugt arabiske mellemmænd som en slags godtroende fjolser til at udføre det beskidte arbejde. Denne teori nyder opbakning i højreradikale kredse hvor den flere gange har været gentaget af prominente højreradikale personligheder og tidsskrifter, som f.eks. Michael Collins Piper i The American Free Press:
| „ | "Disse flykaprere kunne meget vel have været israelsk sponsorerede fundamentalistiske jødiske fanatikere (udklædte som "bin Laden arabere") i det håb at de kunne igangsætte en omsiggribende U.S. krig mod den arabiske verden. | “ |

### Israelsk forkendskab
En variant af teorien mener at Mossad eller en jødisk sammensværgelse ikke selv stod direkte bag men kendte alt til planerne om terrorangrebne, som de intet gjorde for at forhindre eller informere amerikanerne om. Tilhængere af denne teori har bl.a. peget på en gruppe af påståede mossadagenter der under dække af at have været medlemmer af en gruppe kunststudenter, angiveligt fulgte og kendte til planerne om terrorangrebne, men ellers forholdt sig passivt observerende. Denne teori er tilsyneladende baseret på en gruppe af fem personer, som senere viste sig at være israelske turister, der var blevet anholdt mens de videofilmede de brændende tvillingetårne. De blev efterfølgende (21. november 2001) løsladt og deporteret  da FBI konkluderede at gruppen intet kendte til angrebne og at FBIs efterforskning i øvrigt ikke havde kunnet finde noget der antydet at der var personer i USA der havde forkendskab til angrebne. Videre rapporterede den engelske avis The Daily Telegraph (16. september, 2001) at Israel havde sendt to højtstående mossadofficerer til USA, for at advare både FBI og CIA mod nærtstående større men uspecificeret angreb involverende mere end 200 terrorister.

### Jødiske forsikringssnyd
En tredje variant af jødeteorien som ofte beskrives efter den amerikanske mundheld ”Follow the money”, går på at de jødiske ejere af WTC planlagde og stod bag angrebne for derved at kunne indkassere forsikringssummen. Ejeren af grunden som WTC tårnene stod på er det semioffentlige Port Authority distrikt som i juni 2001 havde udlejet grunden til et konsortium ledet af Larry Silverstein (jøde) for en 99 års periode. Efter angrebet søgte Silverstein US dollars 7,2 milliarder i kompensation for de ødelagte bygninger (US$ 3,6 per bygning). Tilhængere af denne teori påpeger videre at der var en række kendte asbest- og rust-problemer med tårnene der gjorde deres fremtid usikker og som de mente Silverstein burde have haft kendskab til og som ifølge dem ville have gjort købet de få uger i forvejen urentable. Konspirationsteoretikerne giver gerne Larry Silverstein det ironiske tilnavn "Lucky Luke" (Heldige Luke) af sammen grund. Det kom siden frem at bygningerne rent faktisk havde været betydeligt underforsikret – næppe foreneligt med en der vil lave forsikringssnyd. Der var optaget forsikringspolicer med 22 forskellige selskaber med Swiss Re som havende den største andel på 22%. I alt var der indgået en forsikringspolice lydende på US$ 3,6 milliarder. Port Authority havde forinden en forsikring på $ 1,3. Silverstein havde selv oprindeligt kun søgt $ 1,5, men hans kreditorer krævede et betydeligt højere beløb, hvilket han kun modstræbende gik med til, og de landede så til slut på $ 3,6. Forsikringspengene ville Silverstein bruge på at genopføre nye kontorbygninger. Imidlertid medførte de store lån taget i forbindelse med indgåelsen af lejekontrakten og de manglende lejeindtægter efter bygningernes ødelæggelse snart at der kom røde tal på bundlinjen. På trods af manglende lejeindtægter stipulere kontrakten med Port Authority at der fortsat skal betales leje af området; $ 120 millioner / årligt. Derudover resulterede forskellige tvister med forsikringsselskaberne at der kun blev udbetalt mellem $ 4-5 milliarder. Under alle omstændigheder vil forsikringsselskaber som udgangspunkt aldrig gå med til at forsikre noget til over dets egentlige værdi.
Alternativt forslås det af nogle at Port Authority skulle havde haft en finger med i spillet ved angrebet, da de derved kunne komme af med en række bygninger der angiveligt var en finansiel klods om halsen på dem. Problemet med WTC skulle ifølge teorierne være, at der var udbredt brug af asbest i bygningerne som det ville have været meget dyrt at få renset ud. Derudover påstås at en meget stor del af kontorlokalerne i bygningerne have stået tomme og at det var næsten umuligt at få dem lejet ud. Imidlertid var der kun asbest i WTC-1 (intet i WTC-2), og kun op til den 38. etage. Asbesten var i øvrigt indkapslet. Og WTC bygningerne havde en udlejningsgrad på 97-97%. Port Authority måtte i øvrigt indkassere store tab som følge af terrorhandlingerne 11/9.

## Mysticisme
Andre har ment at man med en nærmere analyse af tallene omkring terrorangrebet den 11. september kan finde frem til de egentlige ansvarlige. Lignende teorier har været fremsat omkring terrorangrebene i Madrid og London.
Indenfor en række religiøse og semireligiøse sekter anses tallet 11 som et specielt magisk tal. De jødiske traditioner Gematria og Kabbalah og numerologiske mysticismer inspireret deraf anser tallet 11 som værende et såkaldt "mestertal" der står for en speciel magt og styrke, af enten god eller ond karakter. Multiplikationer af 11 (22, 33, 44, …) kan også bruges.
Tarotkortet 11 symboliserer ligeledes "magt". Og indenfor frimureri er 11 et magtfuldt symbol.
Visse sammensværgelsesteorier (f.eks. Uri Geller) mener man ved at påvise tallet 11’s centrale placering den 11. september kan se en klar signatur fra forskellige mytologiske eller lyssky organisationer som Illuminati, frimurere, Bilderberg-gruppen eller satanister (også sat i forbindelse med Pentagons geometriske form). Kritikere vil mene at det er ren tilfældighed og at der eksistere en uendelige række af talkombinationer man kunne udvælge, der ikke kan reduceres til nogen form for "11" – og at der i øvrigt ikke eksisterer nogen hemmelige og magtfulde organisationer som Illuminati eller frimurergrupper ("Ingenting organisationer" som Noam Chomsky betegner dem).
Steder som det har været påpeget at tallet 11 opstår i forbindelse med terrorangrebet.
- Datoen for angrebet, 11. september. 11/9.
- 11/9 = Tværsummen af to 1-taller og 9 er = 11.
- Den 11/9 er den 254 dag i året. Tværsummen af 2, 5 og 4 er 11.
- Den 11/9 er der 111 dage tilbage i året.
- November er den 11. måned.
- Hver bygning havde 110 etager. Tværproduktet af 11 og 10 er 110.
- Tårnene lignede et 11-tal.
- Det første fly til at ramme tårnene var Flight 11.
- Der var 92 passaseger om bord. Tværsummen af 9 og 2 er 11.
- Og en besætning på 11.
- Flyet der ramte Pentagon var Flight 77. 11 gange 7 er 77.
- Flight 77 havde 65 passengere om bord. Tværsummen af 6 og 5 er 11.
- Første spadestik til Pentagon blev fejret den 11. september 1941.
- New York var den 11. stat til at tilslutte sig den amerikanske union.
- Flight 93 styrtede ned kl. 10:10. Tværsummen af to 1-taller og to 0-taller er 11.
- Der er 11 bogstaver i "New York City", i "Afghanistan" og i "The Pentagon".
- Der er 11 bogstaver i terrorbagmanden "Ramzi Yousef"s navn. Og i "George W Bush", "Colin Powell", "Mohamed Atta" – og i "Kalashnikov" (som bin Laden bærer med sig)
- Opkaldsnummeret til brandvæsnet og politiet er 911. Tværsummen af 9 og to 1-taller er 11.
- Den 11. september 2002, et-årsdagen for angrebet, var et af numrene der blev udtrukket i af New Yorks statslotterier 9-1-1.[117]
- Den 11. september 2002, lukkede Standard & Poor’s (S&P) aktieindeks på "911.00".
- Terrorangrebet i Madrid den 11/3 2004 skete 911 dage efter angrebet 11/9 2001. Tværsummen af 9 og to 1-taller er 11.[118]

## Trådløs mobilopkald fra fly i stor højde umulig

### Baggrund
Under kapringen af Flight 93 som styrtede ned i Pennsylvania, blev der lavet en række mobilopkald både til familie og til offentlige myndigheder. GSM mobilteknologi er generelt udviklet til landbaseret brug – ikke fra passagerfly i stor højde.

### Sammensværgelsesteori
Ifølge en sammensværgelsesteori skulle det ikke kunne være muligt at lave trådløse mobilopkald fra stor højde. Påstanden syntes først at stamme fra Dewdney der ved et selvstudie beskrevet i bogen Project Achilles afprøvede telefon opkald i forskellige højder og konkluderede at "Mobiltelefonopkald er fra passagerfly fysisk umuligt over 8.000 fod og statistisk usandsynligt under." . Baseret på denne påstand har bl.a. Dewdney og Michel Chossudovsky påstået at opkaldene alle skulle være fabrikerede og at alle personerne der forestod dem var en del af sammensværgelsen, angiveligt for derved at skabe en dækhistorie for et fly der efter historien aldrig eksisterede.
En ofte refereret udtalelse er af Alexa Graf, talsmand for det amerikanske telefonselskab og udbyder af mobiltelefoni AT&T, der i en artikel fra 1. november 2001, sagde at GSM systemerne ikke er designet til telefoni fra stor højde, og at det næsten må betragtes som et usædvanligt tilfælde at opkaldene nåede deres endemål.

### Forklaring
Foruden to blev alle opkald fra Flight 93 lavet gennem airphone.  Airphones har intet problem med opkald fra store højder – det er det de er konstrueret til. Flight 93 var udstyret med Airphones ved hvert sæde. De to opkald der med sikkerhed vides blev udført af mobiltelefoner (Edward Felt & CeeCee Lyles), blev lavet kl. 9:58, da flyet var i en lav højde umiddelbart før det styrtede til jorden (kl. 10:06). Begge samtaler var af omkring 1 minuts varighed hvorefter forbindelsen blev afbrudt.
På trods af Dewdney egne og forholdsvist begrænsede forsøg, er der rent faktisk utallige rapporterede eksempler på at telefonopkald fra fly i endda meget stor højde er fuldt ud lade sig gørligt. Videre udtaler flere eksperter at det kan lade sig gøre. Således siger Marco Thompson, leder af San Diego Telecom Council at: "Mobiltelefoner er ikke designet til at fungere i fly. Om end de gør. Hvis flyet er langsomt og over en by, vil det fungere op til 10.000 fod eller deromkring. [...] Ved 30.000 fod kan de fungere kortvarigt hvis i nærheden af en antenne. Men det er usikkert og forbindelsen vil ikke holde.". New York Times skriver at: "Ifølge industrieksperter er det muligt at bruge mobiltelefoner med forskellige grader af succes under op og nedstigning, om end problemerne med at holde en forbindelse syntes at stige i takt med flyet tager højde. Nogle ældre telefoner, som har stærkere sendere og fungerer med analoge netværk, kan bruges i op til en højde af [16 kilometer], mens nyere telefoner på digitale netværk kan fungere i højder op til [8 til 10 kilometer].". Industrijournalen Wireless Week skriver at: "[...], det er ganske udbredt viden at private flyselskabspiloter ofte bruger deres almindelige mobil eller PCS telefoner, selvom det er ulovligt. Knapt så kendt er at personer har brugt deres mobiltelefoner til at lave fordulgte opkald fra flyenes toiletter." (Edward Felt’s opkald var netop fra toilettet). Faktisk er dette fænomen så udbredt at en undersøgelse fra Carnegie Mellon University konkluderede at dette i gennemsnit skete 1-4 gange på en almindelig flyrejse. En canadisk gruppe udførte deres egne eksperimenter for at se om der kunne laves mobilopkald fra almindelige civilfly. De konkluderede at succesfulde opkald kunne forbindes med 75% ved 2.000 fod, 25% ved 4.000 fod og 17-18% ved 6-8.000 fod.
Og for at vende tilbage til hvad Alexa Graf helt specifikt sagde, var det ej heller langt fra så sort og hvidt som ofte udlagt, ie.:
"På land har vi antennesektorer der peger i tre retninger – f.eks. nord, sydvest og sydøst. [...] Disse signaler radierer over land, og disse signaler radierer også op, som følge af lækage [...] Fra stor højde er kvaliteten af opkaldet ikke særligt gode, og de fleste der ringer vil opleve udfald. Selvom opkald ikke er pålidelige, så kan opkald laves og holdes et kort stykke tid under en hvis højde."

## Diverse
- Ifølge Scientologi så er psykiatere ansvarlige for at kreere selvmordsbombere og var ansvarlig for terrorangrebne 11/9[135][136].

- Judi McLeod fra Canada Free Press mener angrebne blev udført af den amerikanske mafia [137]. Andre peger på den russiske mafia.

- Det påstås at der skulle have været en kæmpe guldbeholdning gemt i kælderen på WTC og angrebne var udført af guldtyve der ville have fingrene i dette. $160 – $167 milliarder i guld [138] er det tal der oftest bliver brugt. I 2001 var prisen på guld $300 per. troy ounce (~ ca. til $9,5 per. gram[139]). Dette medfører at $160 milliarder i guld ville veje omkring 16 megatons, hvilket ville have taget en konvoj på hundredvis af tungt belæssede lastbiler over en periode på uger at transportere væk, for slet ikke at tale om at grave frem fra ruinerne – alt sammen under næserne på omverdenen. Guld har en densitet på 19,3 gram per kubikcentimeter, hvilket giver en guldklump på 856 kubikmeter. Til sammenligning er den samlede mængde guld der er udgravet i hele menneskets historie estimeret til at være omkring 412 kubikmeter[140], hvilket ville betyde at det guld der ifølge sammensværgelsen skulle have været gemt og nu stjålet fra WTC, ville være over to gange den samlede mænge guld menneskeheden har hentet op fra undergrunden. Rent faktisk var der opbevaret for omkring $ 230 millioner (1,4 promille af $160 milliarder) i ædle metaller i kælderen af WTC, hvor det af ScotiaMocatta Depository var opbevaret på vegne af New York Mercantile Exchange (NYMEX) – dette er blevet taget i besiddelse af dets ejere og flyttet til et andet varehus[141].

- Andre grupper der har været sat i forbindelse med terrorangrebet: Bayersk illuminati, frimurere, Bilderberg-gruppen, satanister, en hemmelig loge fra Yale-universitetet kaldet Skull and Bones, det babylonske broderskab, en race af ikke-jordiske menneskelignende krybdyr[142], Zions ældre, vicepræsident Dick Cheney, Paul Wolfowitz, Richard Perle, Larry Silverman, Henry Kissinger, Ufoer, CIA[143], Dronning Elizabeth af Storbritannien[144], et "international bankkartel"[145], Den Trilaterale Kommission, tænketanken Council on Foreign Relations, Den ny verdensorden, Vladimir Putin/Rusland[146], Canada[147], United States Postal Service[60].

### Generelt
- The National Commission on Terrorist Attacks Upon the United States (The 9-11 Commission) den officielle redegørelse af 9-11 kommisionen ledt af Thomas H. Kean. Også kaldet Kean Rapporten. 20. september, 2004. (engelsk)
- McKinney Briefing Arkiveret 13. december 2006 hos  Wayback Machine Cynthia McKinneys juli 2005 kongreshøring om 11/9.
- Remembering September 11. (engelsk)
- Debunking The 9/11 Myths Arkiveret 11. oktober 2006 hos  Wayback Machine Marts 2005, Popular Mechanics. (engelsk)
- Interview med Jim Meigs fra Popular Mechanics (engelsk)
- Hvorfor kollapsede World Trade Center, kunne det være undgået? Dansk Brand- og sikringsteknisk Institut (DBI)

### Forhåndskendskab
- Foreknowledge (engelsk)
- Snopes om foldning af dollarsedler (engelsk)

### Kontrolleret nedrivning
- The World Trade Center Building Performance Study af Federal Emergency Management Agency var den første officielle beskrivelse af hvorfor tårnene styrtede sammen (engelsk)
- National Institute of Standards and Technology (NIST) opfølgende redegørelse for nedstyrtningen af WTC (engelsk)
- Answers to Frequently Asked Questions NIST svar på OSS vedrørende WTC kollaps. (engelsk)
- Implosion World Arkiveret 31. august 2006 hos  Wayback Machine (engelsk)
- Why the Towers Fell PBS video. (engelsk)
- Why Did the World Trade Center Collapse? Science, Engineering, and Speculation Arkiveret 2. marts 2012 hos  Wayback Machine  Journal of the Minerals, Metals, and Materials Society (engelsk)
- How the World Trade Center fell BBC (engelsk)
- World Trade Center – Some Engineering Aspects Arkiveret 6. marts 2012 hos  Wayback Machine (engelsk)
- A Critical Analysis of the Collapse of WTC Towers 1,2 & 7 From an Explosives and Convential Demolition Industry Viewpoint (PDF) (engelsk)

### Intercept
- Joint Chiefs Directive Arkiveret 16. september 2012 hos  Wayback Machine. Regelsæt fra juni 2001 omhandlende intercept af kaprede fly. (engelsk)

### Terrorister
- Transcript of Osama bin Laden videotape Arkiveret 2. februar 2007 hos  Wayback Machine 13. december 2001, CNN. (engelsk)

### Finansiel markedsmanipulation
- The 9-11 Commission 20. september 2004. Den officielle kommissionsrapport. Noter til kapitel 5, note 130, side 499 (PDF) (engelsk)
- Was There Another 9/11 Attack on Wall Street? 26. juli 2004, National Review. (engelsk)
- Put Paid 11. December 2005, snopes.com. (engelsk)

### Afghansk olierørledning
- Pipe Dreams. The origin of the "bombing-Afghanistan-for-oil-pipelines" theory 6. December 200, Slate. (engelsk)

### Jødisk sammensværgelse
- The 4,000 Jews Rumor Arkiveret 12. november 2008 hos  Wayback Machine med delvis liste af jøder dræbt i WTC, af US Government, 14. november 2005. (engelsk)
- The lie that just won't seem to die: Jews behind 9/11 Arkiveret 11. januar 2012 hos  Wayback Machine Jerusalem Post (engelsk)

#### Trådløs mobilopkald fra fly i stor højde umulig
- Mobiles at Altitude

#### Danske
- Agenda 911 Arkiveret 11. oktober 2007 hos  Wayback Machine
- 911-truth-bevægelse-i-Danmark
- 11. september
- 11.9.2001
- Bombs inside WTC (delvist på dansk)
- "-Stadig ingen svar". Dansk bog om 11. september 2001. Udg. nov. 2008, Online PDF udgave (Webside ikke længere tilgængelig)

### Debunking
- 911 Facts (Dansk)
- Debunking 9/11 Conspiracy theories and Controlled Demolition Myths (engelsk)
- Loose Marbles I: Debunking 9/11 Conspiracy Theories Arkiveret 22. oktober 2007 hos  Wayback Machine (engelsk)
- 9/11 Denial (engelsk)
- Norm Chomsky on 9/11 Conspiracy theories (engelsk)
- The 9/11 Conspiracy Nuts (Webside ikke længere tilgængelig) The Nation (engelsk)
- The Age of Irrationality. The 9/11 Conspiracists and the Decline of the Anmerican Left, Counterpunch, 28. november 2006 (engelsk)

### Diverse
- The TRUTH about 911 Arkiveret 11. oktober 2007 hos  Wayback Machine Satirisk tegneserie
- Videnskab.dks tema om konspirationsteorier, hvor også teorierne om terrorangrebene 11. september behandles